# ذبابة الشواطئ
ذُبابة الشواطئ (الاسم العلمي Fucellia maritima)، حشرة من ذوات الجناحين وفصيلة الذبابيات. جسمها صغير القد، مبعثر الهلب، يطول من 4 إلى 6 مم. ثوبها إلى الشقرة السمراء السعفاء.